# Giuseppe Boffa

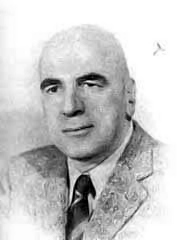
Giuseppe Boffa

Giuseppe Boffa (geb. 23. Juli 1923 in Mailand; gest. 13. September 1998 in Rom) war ein italienischer Journalist, Historiker und Politiker. Von 1987 bis zu seinem Tod war er Mitglied des Senato della Repubblica.

## Leben
Giuseppe Boffa wurde 1923 in Mailand geboren. Er nahm an der Widerstandsbewegung des Zweiten Weltkriegs teil, trat der Kommunistischen Partei Italiens bei, arbeitete für die kommunistische Zeitung l’Unità und reiste kurz nach Stalins Tod in die Nachkriegs-UdSSR, deren wahre Physiognomie jenseits der kommunistischen Mythen er entdeckte. Er schrieb über die sowjetische Geschichte. Sein 1976 veröffentlichtes Werk Storia dell’Unione Sovietica (Geschichte der Sowjetunion) beeinflusste führende Politiker der Sowjetunion, wie z. B. Michail Gorbatschow. Verschiedene seiner Werke wurden mit dem Premio Viareggio ausgezeichnet. Ins Deutsche übersetzt wurde der Dialogo sullo stalinismo unter dem Titel Marxistische Stalinismus-Kritik, ein Dialog zwischen Giuseppe Boffa (P.C.I.) und Gilles Martinet (PS).

## Publikationen
- La grande svolta, Roma, Editori Riuniti, 1959. Premio Viareggio
- I bolscevichi e la rivoluzione d’ottobre. Verbali delle sedute del Comitato centrale del Partito operaio socialdemocratico russo (bolscevico) dall’agosto 1917 al febbraio 1918, Roma, Editori Riuniti, 1962.
- Le tappe della rivoluzione russa, Roma, Editori Riuniti, 1962.
- Dopo Krusciov. [L’eredità del decennio kruscioviano e le nuove prospettive della politica sovietica], Torino, Einaudi, 1965.
- Storia della rivoluzione russa, Roma, Editori Riuniti, 1966.
- Per conoscere Stalin, a cura di, Milano, A. Mondadori, 1970.
- Gomulka, in I protagonisti della storia universale, XIV, Il mondo contemporaneo. La pace e la rivoluzione, Milano, CEI, 1971.
- Dialogo sullo stalinismo, con Gilles Martinet, Roma-Bari, Laterza, 1976.
- Storia dell’Unione Sovietica,

I, Dalla rivoluzione alla seconda guerra mondiale, Lenin e Stalin, 1917–1941, Milano, A. Mondadori, 1976. Premio Acqui Storia 1976.
II, Dalla guerra patriottica al ruolo di seconda potenza mondiale, Stalin e Chruscev, 1941–1964, Milano, A. Mondadori, 1979. Premio Viareggio 1979.
- Esorcismi o riflessione storica?, in Libertà e socialismo. Momenti storici del dissenso, Milano, SugarCo, 1978.
- Il fenomeno Stalin nella storia del XX secolo. Le interpretazioni dello stalinismo, Roma-Bari, Laterza, 1982.
- Stalin, Milano, Fabbri, 1983.
- Continuità e cambiamento nella politica estera sovietica, in La politica estera della perestrojka. L’URSS di fronte al mondo da Brežnev a Gorbačëv, a cura di Lapo Sestan, Roma, Editori Riuniti, 1988. ISBN 88-359-3213-0.
- Dalla rivoluzione d’Ottobre all’Urss di Stalin, in Europa. 1700–1992: storia di una identità, IV, Il ventesimo secolo, Milano, Electa, 1993. ISBN 88-435-4222-2.
- L’URSS dopo Stalin, in La storia. I grandi problemi dal Medioevo all’età contemporanea, X, L’età contemporanea. 5, Problemi del mondo contemporaneo; Indici, Milano, Garzanti, 1994. ISBN 88-11-34040-3.
- Dall’URSS alla Russia. Storia di una crisi non finita, 1964–1994, Roma-Bari, Laterza, 1995. ISBN 88-420-4608-6.
- L’ultima illusione. L’Occidente e la vittoria sul comunismo, Roma-Bari, Laterza, 1997. ISBN 88-420-5181-0.
- Memorie dal comunismo. Storia confidenziale di quarant’anni che hanno cambiato volto all’Europa, Milano, Ponte alle Grazie, 1998. ISBN 88-7928-426-6.

- Marxistische Stalinismus-Kritik. – Hamburg : VSA, 1978, Dialogo sullo stalinismo (dt.); Positionen der Sozialisten 5